# Hugh Felkin
Hugh Felkin (18 janvier 1922 – 9 novembre 2001) est un chimiste britannique, chercheur en chimie en France de 1950 à 1990 et membre de la Royal Society for Chemistry britannique.

## Biographie
Né à Neuilly le 18 janvier 1922, il a passé la Seconde Guerre mondiale en Suisse à faire des études de chimie. À cette époque, les exigences pour obtenir un diplôme étaient « d'avoir une connaissance suffisante de la chimie ».
Après avoir terminé ses études à Genève, il est allé en France pour obtenir un doctorat en physique à la faculté des sciences de Paris en 1954, puis travailler au CNRS. En France, il rencontra Irène, née Elphimoff, également chimiste, qui devint sa femme. Ils eurent une fille, Marie, née en 1962.
En 1967, il propose un modèle de prédiction de la stéréochimie de l'addition des nucléophiles aux composés carbonylés. Ce modèle, après modification par Anh est connu comme le modèle Felkin-Anh. Il apporte une nuance à la règle de Cram, et est considéré aujourd'hui comme l'un des modèles les plus fiables pour la prédiction de ces réactions. 
Il a terminé sa carrière en tant que directeur de recherche à l'Institut de chimie des substances naturelles à Gif-sur-Yvette. Son laboratoire était assez porté sur la chimie organométallique, avec une spécialisation dans la chimie du rhodium et de l'iridium. On peut citer des personnalités scientifiques issues de son équipe telles que Bernard Meunier, Stephen G. Davies et Bob Crabtree.
Il a été membre du parti communiste jusqu'au coup d'État de Prague en 1948. Malgré cette déception, il resta toujours un sympathisant de gauche. Il lisait Le Monde, « son journal de classe » sans lequel il disait qu'il ne savait pas quoi penser. « Je suis anti-sioniste mais je n'arrive pas à être pro-arabe » et « Il ne s'agit pas de croire, il s'agit de savoir » (saint Augustin) furent deux de ses phrases habituelles.